# Jean Cabut
Jean Cabut, známější jako Cabu (13. ledna 1938 Châlons-en-Champagne – 7. ledna 2015 Paříž), byl francouzský karikaturista. Narodil se ve městě Châlons-en-Champagne a studoval umění na pařížské École Estienne. Jeho první kresby vyšly v roce 1954 a později například v časopisu Paris Match. V šedesátých letech přispíval do satirického měsíčníku Hara-Kiri a rovněž přispíval například do magazínů Charlie Hebdo a Le Canard enchaîné. Byl zastřelen v lednu 2015 ve věku 76 let, při útoku na redakci časopisu Charlie Hebdo. Jeho synem byl rockový zpěvák Mano Solo.